# Pumapardo

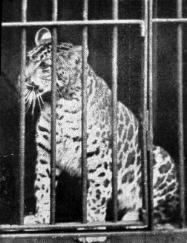
Pumapardo, no começo do século XX.

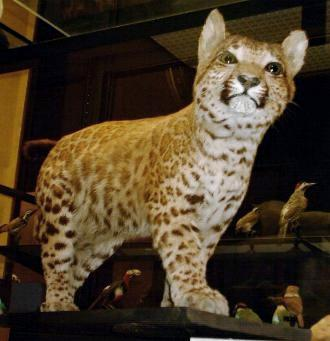
Filhote de pumapardo, empalhado em um museu.

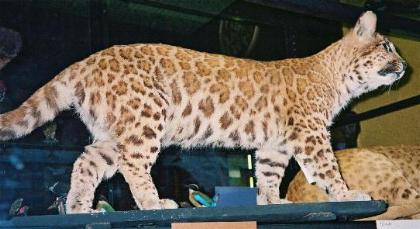
Filhote de pumapardo, modelo também empalhado no museu.

Um Pumapardo, é um híbrido entre um puma do sexo masculino, e um leopardo do sexo feminino. O híbrido inverso não é conhecido, pois os machos de ambas espécies são maiores que as fêmeas (dimorfismo sexual).
Por razões óbvias de distribuição de cada espécie, não se tem notícias de pumapardos na natureza, nunca ocorrem na natureza e são raros, mesmo em cativeiro. Os primeiros exemplares foram obtidos durante os experimentos cruzada entre um puma macho e um leopardo do sexo feminino que "estavam na moda", no final de século XIX em um  jardins zoológicos em várias cidades  Europeias, Durante o qual foram obtidos muitos outros híbridos, tais como o Liger, ou seja, (leão com tigre).
Sua aparência é a de um puma e pêlo levemente marrom, longo, com manchas e rosetas de leopardo, e  tendência a ter pernas curtas, e morte  geralmente prematura. O projeto de obter mais pumapardos foi cancelado pois não foi aceito por cientistas da época. Os cientistas da atualidade, porém, mostram grande interesse em juntar pumas e leopardos para obter vários filhotes, nestes casos, ocorrem por causa de hibridização entre duas espécies que não estão intimamente relacionados.
No momento não há Pumapardos vivos na natureza, embora tenha conservado vários exemplares dissecados e raríssimos exemplares em cativeiro.

## Outros tipos de hibridização em animais
- Ligre: também conhecido pelo seu nome em inglês, liger (lê-se láiguer), é um híbrido entre um leão e uma tigresa. Daí vem o seu nome: ligre: leão + tigre (liger: lion + tiger).

Esse animal é um híbrido estéril, pois o número de cromossomos do leão e do tigre são pares, mas diferentes. Assim o ligre tem mesmo número cromossomos mas não comativeis produzindo machos inférteis e fêmeas férteis graças ao processo da meiose que ocorre na formação dos gametas femininos e masculinos (óvulos e espermatozoides, respectivamente), podendo as fêmeas se acasalar com outra espécie de felino com características parecidas, como o próprio tigre ou leão.
- Zebralo: cruzamento do cavalo macho com a zebra fêmea
- Leopon: cruzamento entre um leopardo macho e uma leoa
- O exemplo mais comum de animal híbrido é o cruzamento da égua (Equus caballus) e do jumento (Equus asinus), que resulta no burro ou na mula.

Praticamente quase todos os animais híbridos são estéreis, devido a problemas cromossômicos no processo de meiose, assim, as células desses animais vão possuir metade dos cromossomos de cada espécie envolvida e, pela diferenças entre os cromossomos, terão dificuldades em formar pareamento.